# Fritt innehåll

Logotypen för Fria kulturella verk.

Fritt innehåll, fria kulturella verk eller fri information, är immateriella produkter vars innehåll det är tillåtet använda och sprida vidare utan att någon ägare behöver ersättas ekonomiskt eller att någon upphovsperson behöver tillfrågas. I allmänhet har materialet en licens som reglerar hur produkten får användas (hur upphovsmannen skall anges etc.). Det kan gälla innehållet i programdokumentation och andra texter, media, konst, bilder, ljud, teknisk design, med mera. Ibland innefattas även programvara (se fri programvara). 
Exempel på uppmärksammade projekt för fritt innehåll är:
- uppslagsverket Wikipedia (grundat 2001) och Wikimedia Foundations övriga wikier,
- boken Fri kultur: Hur de stora medieföretagen använder teknik och juridik för att begränsa kultur och låsa in kreativitet av juridikprofessorn Lawrence Lessig (2004), som snabbt fick ett stort antal läsare efter att författaren spred boken via Internet.
- Open Street Map (från 2004)
- vissa öppna lärresurser och mooc-kurser.
- vissa forskningstidskrifter som tillämpar fri tillgänglighet (Open access)

## Relaterade begrepp
Begreppet fritt innehåll används ofta liktydigt med öppet innehåll, och relationen mellan begreppen jämförs ofta med den mellan fri programvara och öppen källkod. Enligt rörelsen för fri kultur måste emellertid licenser för fritt innehåll ge frihet att förändra och vidareutveckla verket, och tillåta att delar av verket återanvänds i andra verk. Licenser för öppet innehåll ger inte alltid denna frihet. Öppet innehåll avser innehåll som är tillgängligt under regler som är "mindre restriktiva" än gällande upphovsrättslagar. Rörelsen för fri kultur (som har definierat begreppet fria kulturella verk) avråder från att använda termer som öppet innehåll (Open Content) och fri tillgänglighet (Open access), för att identifiera fria kulturella verk, eftersom man menar att dessa inte ger en klar definition av frihet.
Vid akademisk publicering åsyftar begreppet fri tillgänglighet eller öppen tillgång (Open access, OA) ofta att förlaget tillåter författaren att fritt dubbelpublicera artikeln på webben och att distribution inte enbart sker via förlagets tidskrifter och lösenordsskyddade webbplats. Ibland åsyftar fri tillgänglighet också väsentligen samma sak som fritt innehåll, nämligen att publikationerna publiceras under en licens för fritt innehåll. Licensen kan dock vara mer restriktiv, till exempel så att författaren förbehåller sig ensamrätt till bearbetning och återanvändning i andra verk.
Att material man använder ligger under en fri licens och att man följer licensvillkoren betyder inte att man inte skulle kunna bli anklagad för plagiat. I synnerhet vad gäller akademiska publikationen är frågan om plagiat skild från den ekonomiska upphovsrätten, som är det licenserna i första hand handlar om.
Andra närbesläktade begrepp är crowd sourcing och öppen innovation.

## Definition och kriterier
Rörelsen för fri kultur definierar fria kulturella verk och det mer allmänt hållna begreppet fritt innehåll som:
- frihet att använda och framföra verket
- frihet att studera verket och ta del av informationen
- frihet att sprida flera exemplar av informationen eller det konstnärliga verket, både hela verket eller delar därav
- frihet att förändra verket och sprida bearbetningar vidare

För att verket ska anses fritt krävs dessutom att:
- källdata som möjliggör bearbetning och återskapande måste vara fritt tillgängligt tillsammans med verket, exempelvis noter för musikstycken, 3d-modeller för datorgrafik, data för diagram och vetenskapliga texter, eller källkod för datorprogram.
- filformat måste vara fria eller royaltyfria, eller så måste en version finnas tillgänglig i fritt format.
- inga tekniska åtgärder eller juridiska restriktioner får användas för att begränsa friheterna.

Tillåtna men inte nödvändiga restriktioner i fria licenser är:
- krav på erkännande av upphovspersonen (attribution),
- copyleft (krav att bearbetningar tillgängliggörs under samma villkor - motsvarar dela lika i Creative Commons terminologi)
- skydd av grundläggande friheter

Fritt innehåll omfattar alla verk som ligger i public domain samt upphovsrättsskyddade eller designskyddade verk med licenser som tillåter de ovan nämnda friheterna. 

## Licenser
Ett stort antal fria licenser, det vill säga immaterialrättsliga villkor för fritt innehåll, finns formulerade. Nedan följer exempel på fria licenser avsedda för dokument och konstnärliga verk.

### Copyleft-licenser
Följande licenser ställer vissa villkor i syfte att upphovspersonen symmetriskt ska kunna använda andra användares bidrag till verket:
- GNU Free Document License (GFDL) - ursprungligen avsedd för programdokumentation
- Creative Commons Erkännande, dela lika (CC BY-SA)
- Free Art License

### Tillåtande (copyfree) licenser
Följande mycket enkla licenser beskrivs som copyfree och tillåter allmänheten att modifiera och sprida verket under en mer inskränkt licens än den ursprungliga. Vissa av dessa licenser ställer krav på erkännande (attribuering), andra inte. 
- Creative Commons Erkännande (CC BY)
- CC0 – inga upphovsrättsanspråk
- FreeBSD Documentation License – ursprungligen avsedd för programdokumentation

### Licenser för öppet innehåll som inte är fria
Följande licenser för öppet innehåll och öppen tillgång uppfyller inte Rörelsen för fri kulturs kriterier för fria licenser:
- Creative Commons Icke-kommersiell (CC NC)
- Creative Commons Inga bearbetningar (CC BD)

## Juridiska aspekter
Upphovsrätt och fria licenser står inte i motsats till varandra, utan fria licenser förutsätter upphovsrättslagstiftning. Vissa av ovanstående licenser kräver attribuering genom ett meddelande om Copyright (copyright notice).
Eftersom lagen ger upphovsmän kontroll över sina verk måste upphovsrättsskyddat material, för att vara fritt, uttryckligen anges som fritt genom hänvisning till fria licenser. Om en text publiceras med namnuppgift men utan uppgift om fri licens så är den proprietär, oavsett om detta har förtydligats med copyrightmeddelande (c) eller ej. 
Upphovspersonen kan ge sitt personliga tillstånd till användning utver det sätt licensen anger. Upphovspersonen kan dubbelpublicera under flera olika licensvillkor, och kan återanvända samma text både i ett proprietärt dokument och ett fritt dokument. Bidragsgivare till copyleft-verk och proprietära verk måste då tillfrågas om sitt samtycke till publicering under annan licensform, medan bidragsviare till copyfree-verk inte behöver tillfrågas. 
Fritt innehåll behöver inte vara gratis, utan en avgift kan tas ut för tryckning eller distribution.[källa behövs]
Europeisk lagstiftning baseras på Bernkonventionen och enligt denna (och enligt nationella lagar i Finland och Sverige) kan upphovspersonen aldrig helt avsäga sig den ideella upphovsrätten, utan enbart den ekonomiska. Upphovspersonerna har därmed rätt att bestämma vem som får göra vissa saker med verket för att inte känna sig kränkt. I den ideella upphovsrätten ingår även attributionsrätten. Licenser som inte kräver attribuering, exempelvis CC-0, är således inte giltiga på konstnärliga verk enligt Europeisk lagstiftning, men kan vara tillämpliga vid innehåll som saknar verkshöjd, exempelvis listor, kataloger och databaser. I vissa andra länder (bl.a. USA) är den ideella upphovsrätten inte lika tydligt definierad, och man kan därmed avstå från upphovsrätten (ge verket till det allmänna, Public domain).